# Decay into Irrelevance
Decay into Irrelevance (englisch Verfall in die Irrelevanz) ist ein Album der belgischen Funeral-Doom-Band Until Death Overtakes Me.

## Geschichte
Die Stücke des Albums Decay into Irrelevance erschienen zum Großteil als Musikdownload vorab und wurden in den Jahren 2021 und 2023 von Stijn van Cauter in seinem Heimstudio Templa Libitina ohne externen Produzenten eingespielt und als Singles veröffentlicht. Mit Decay into Irrelevance stellte Until Death Overtakes Me die Stücke als sechsten Teil der mit Well of Dreams begonnenen und Hell & Rain, They Know, Herald of Sorrow und As Dead as Time fortgeführten Werks-Reihe Collected Works zusammen. Die Reihe kompelliert solche, meist zuvor veröffentlichten, Single-Stücke die ohne übergeordnetes Konzept zusammenhängen.
Das Album blieb nach der Veröffentlichung ohne besondere Resonanz.

## Albuminformationen
Decay into Irrelevance wurde als Album am 27. Februar 2023 veröffentlicht. Van Cauter gab die Kompilation als Musikdownload über Bandcamp mit zehn Titeln und einer Spieldauer von 126:39 Minuten heraus. Eine zur Verfügung gestellte Variante eines Erwerb als Print-on-Demand-Kopie des Albums enthielt Acceptance, The Burden, All Secrets Onto Death, Other Days und Wretch. Fünf abschließende Stücke blieben aufgrund der Spieldauer aus. Diese fünf Stücke The Dreaming Sea, Filtering out of Reality, A Bleak Declaration, Frère Jacques, einer Adaption des gleichnamigen Kinderliedes, und Dreams of Other Worlds wurden in der Variante einer Print-on-Demand-CD unter dem Titel Irrelevant in Decay separat veröffentlicht. Die Gestaltung übernahm van Cauter selbst. Das Cover zeigt Baumstämme in einem dunklen Wald in blau-grauer Färbung.
Auf Decay into Irrelevance verfolgt Until Death Overtakes Me weiter den in dieser Periode der Band üblichen Crossover aus Funeral Doom, Dark Wave und Ambient.

## Titelliste
1. Acceptance 16:08
2. The Burden 08:26
3. All Secrets Onto Death 08:28
4. Other Days 12:47
5. Wretch 17:10
6. The Dreaming Sea 11:22
7. Filtering out of Reality 11:05
8. A Bleak Declaration 13:02
9. Frère Jacques 07:56
10. Dreams of Other Worlds 20:15